# 本證寺 (村上市)
本證寺（ほんしょうじ）は、新潟県村上市岩船三日市にある日蓮宗の寺院。山号は海岸山。旧本山は大本山本圀寺(六条門流)、奠師法縁(奠統会)。
市内には寺町の3寺の他、妙孝寺、妙性寺などがある。

## 歴史
長禄3年（1459年）本證院日實により岩船郡猿沢村に創建された。慶長4年（1599年）園龍院日諦により現在地へ移転された。宝暦元年（1751年）壇越の日悟、日恵夫妻により中興された。現在の本堂は平成元年（1989年）に日蓮の700遠忌記念事業として新築されたもの。

## 境内
- 本堂

## 歴代
- 本證院日實
- 園龍院日諦